# Jean Wicki
Jean Wicki (Sierre, 18 giugno 1933 – 11 giugno 2023) è stato un bobbista svizzero.

## Biografia
Ai X Giochi olimpici invernali (edizione disputatasi nel 1968 a Grenoble, Francia) vinse la medaglia di bronzo nel Bob a quattro con i connazionali Hans Candrian, Willi Hofmann e Walter Graf partecipando per la nazionale svizzera, dietro a quella italiana e all'austriaca. Il tempo totalizzato fu di 4:43,92  con un leggero distacco rispetto alle altre classificate (4:43,07 e 4:43,83 i loro tempi).
Agli XI Giochi olimpici invernali vinse una medaglia di bronzo nel bob a due con Edy Hubacher, totalizzando un tempo di 4:59,33 e una medaglia d'oro nel bob a quattro con i compagni Edy Hubacher, Hans Leutenegger e Werner Camichel, il tempo fu di 4:43,07.